# Hôtel Les Trois Rois
Il Grand Hôtel Les Trois Rois a Basilea (Svizzera), solitamente identificato fino al 1986 con il suo nome tedesco, "Hotel drei Könige", è talvolta citato come uno dei più antichi alberghi della Svizzera. Si trova sulla riva sinistra del Reno, a pochi passi a valle del primo ponte della città sul fiume.

## Storia
Nel 1681, la casa fu menzionata per la prima volta come "Herrenherberge und Gasthof zu den drei Königen". Nel 1841-42 l'intero sito fu acquistato da Johann Jakob Senn, fino ad allora un mastro sarto di successo che prevedeva le possibilità di una massiccia espansione dei viaggi di piacere che sarebbero seguiti alle rivoluzioni nei trasporti portati dalla nave a vapore sul fiume e dall'arrivo della ferrovia. Senn demolì l'hotel e lo fece ricostruire in uno stile molto più lussuoso, impiegando l'architetto di Basilea Amadeus Merian per progettare quello che più tardi sarebbe stato visto come un primo esempio di architettura Belle Époque. L'hotel ricostruito riaprì il 16 febbraio 1844. Da allora in poi si sarebbe presentato come un "Grand Hotel", con una lista di ospiti che includeva molte figure di spicco del mondo della politica e delle arti.
L'attuale edificio principale fu costruito nel 1844 in stile neoclassico secondo i piani dell'architetto basilese Amadeus Merian. Nel 1911, l'edificio principale sulla Schifflände fu ampliato nello stile della Belle Époque. Nel corso dei successivi 160 anni, l'hotel fu ricostruito diverse volte.
Nel 2004, Thomas Straumann, un industriale di Basilea, ha acquistato l'hotel dal gruppo ginevrino Richemont e l'ha fatto riportare alle condizioni del 1844. Invece di sventrare l'edificio, è stato rimosso strato per strato; nel processo, i dipinti nell'ingresso e la carta da parati originale sono stati scoperti e restaurati. L'hotel ha riaperto il 20 marzo 2006 e da allora opera con il nome di "Les Trois Rois".
Durante i quattro secoli di storia dell'hotel, Voltaire, Napoleone Bonaparte, la regina Elisabetta II, Pablo Picasso, Thomas Mann e molte altre celebrità di tutto il mondo sono stati ospiti regolari. Inoltre, la fotografia più famosa di Theodor Herzl fu scattata sul balcone dell'hotel nel 1901, durante il quinto congresso sionista. Nel novembre 1912, i delegati del Congresso Internazionale Socialista vi redassero il loro manifesto per la pace.
Tra gli ospiti del mondo delle arti e della letteratura e musica ci sono Jean-Paul Sartre, Charles Dickens, Hans Christian Andersen, Herbert von Karajan, Duke Ellington e Marc Chagall.

## Ristorazione
Dalla guida Michelin del 2016, il ristorante Cheval Blanc dell'hotel è stato premiato con tre stelle sotto la direzione dello chef Peter Knogl (uno dei tre ristoranti svizzeri a farlo).